# Bibliakritika
A bibliakritika egy újkori tudományág, a Biblia tudományos vizsgálata, a történeti-kritikai módszerek és a profán tudományok (régészet, nyelvészet stb.) felhasználásával.
A bibliakritika nem foglal állást a Szentírás ihletett voltának kérdésében (ezzel → a Biblia kritikája és a kereszténység kritikája cikkek foglalkoznak), a szöveghez elfogulatlanul igyekszik közelíteni. Alaptétele, hogy a sugalmazás, ha elismerjük, ha nem, nem iktatja ki a közreműködő szerzők emberi természetét, tehát a Bibliát alkotó szövegek releváns módon vizsgálhatóak a minden más szöveg értelmezésére és vizsgálatára született tudományágak bevonásával. 

## Története
A bibliakritika megjelenését a tudósok leggyakrabban a német felvilágosodásnak tulajdonítják, de egyesek gyökereit messzebbre, a reformációra vezetik vissza. Előfutárainak tekinthetők egyes korai humanisták (Erasmus, Tommaso Cajetan De Vio), tulajdonképpen megalapítójának Richard Simon (1638–1712) francia teológus, pap tekinthető – úttörő munkája, a Histoire critique du vieux testament (Az Ószövetség történeti-kritikai vizsgálata) 1682-ben jelent meg. Kialakulásában szerepet játszott a német pietizmus és a brit deizmus is. A felvilágosodás korában, a szkepticizmus hátterében, a tudósok Jézus életét történelmi szemüvegen keresztül kezdték tanulmányozni, szakítva a bibliai és egyházi tekintélyekkel szemben, az isteni mivolta természetére és értelmezésére irányuló hagyományos teológiai összpontosítással.  
A történeti-kritikai módszer a Biblia „mítosztalanításának” programját indította meg. Ez megközelítések és módszerek széles skáláját foglalja magába. 
A 20. században Rudolf Bultmann (1884-1976) munkásságával érte el csúcspontját. Hatása széles körben elterjedt. A 20. század közepétől a katolikus egyház maga is a forráskritika művelője lett.
A 20. század végén és a 21. század elején a bibliakritikát számos további tudományág és perspektíva befolyásolta, amelyek bizonyos átalakulásához vezettek. Ilyenek például a például az orientalisztika, amely többek közt a közel-keleti társadalmakat, kultúrákat, nyelveket, népeket, történelmet és régészetet vizsgálja, és a filológia, amelyek új módszereket alakítottak ki.

## Típusai
A bibliakritika típusai 
- A történetkritika a bibliai szövegek eredetét vizsgálja és megkísérli megérten, miként dolgoztak az írókés mit akartak mondani. Ez a módszer több lejjebb sorolt tudományágat is magába foglal.
- A szövegkritika a Bibliai legrégebbi kiadásait veti egybe a legpontosabb szöveg létrehozásához. A lehető legpontosabb szöveg helyreállítására törekszik. .
- A forráskritika a bibliai írók szóbeli vagy írásos forrásainak felkutatását végzi
- Az irodalomkritika a műfajok és írói irodalmi stílusok szempontjából vizsgálja a Biblia írásait
- A formatörténet a Bibliát alkotó kisebb egységeket és azok irodalmi műfaját vizsgálja
- A redakciótörténet a Biblia íróinak és szerkesztőinek szemléletét igyekszik megérteni
- A kánontörténet vagy a kánonkritikai (wd) bibliakutatás a Biblia egy-egy  részletét a teljes Biblia összefüggésében igyekszik értelmezni
- A szemiotika vagy strukturalizmus a szavak és törvényszerűségek közötti összefüggések értelmét keresi
- Az értelmezéstörténet az évszázadok bibliamagyarázati módszereit tanulmányozva segít jobban megérteni a Bibliát
- A fundamentalista értelmezés a Biblia szóbeli tévedhetetlenségére összpontosít.

## Külső hivatkozások
- A teológiai szakkifejezések szemantikai struktúrája
- Horváth Pál: Régészet és vallástudomány
- Magyar Keresztény Portál -Keresés a bibliában
- Protestáns új fordítású (revideált) biblia
- Kereshető Biblia-források
- Internetes Ógörög újszövetség fordító program
- Pápai Biblikus Bizottság: Szentírás-magyarázat az Egyházban
- A számítógép azt is tudja, ki írta a Bibliát (Juharizsuzsanna.blog.hu)